# حاتم بن هرثمه بن النضر
حاتم بن هرثمه بن النضر (عربی: حاتم بن هرثمة بن النضر) فرمانروای مصر در دوران خلافت عباسی بود.